# Jewgienij Paton

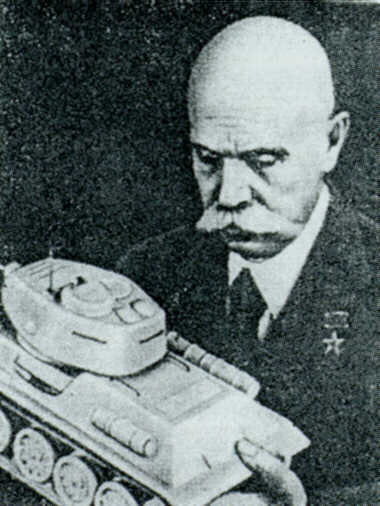
Jewgienij Paton jako wiceprezes Ukraińskiej Akademii Nauk, trzymający model czołgu T-34

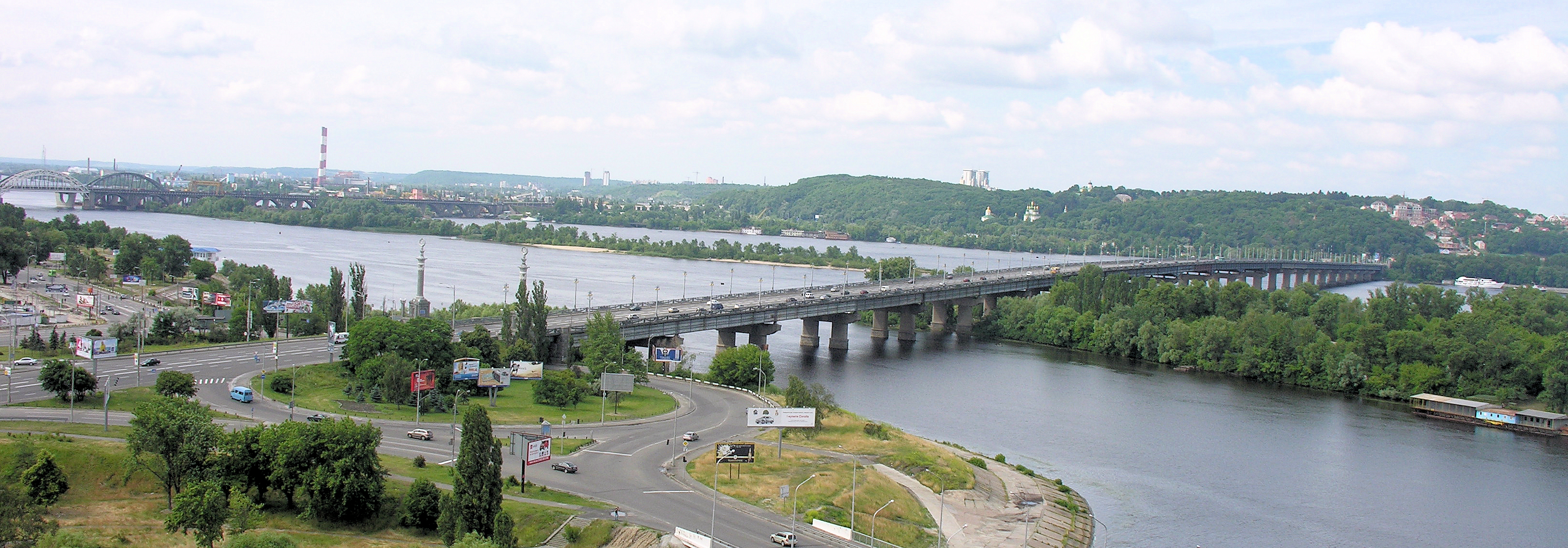
Most Patona w Kijowie

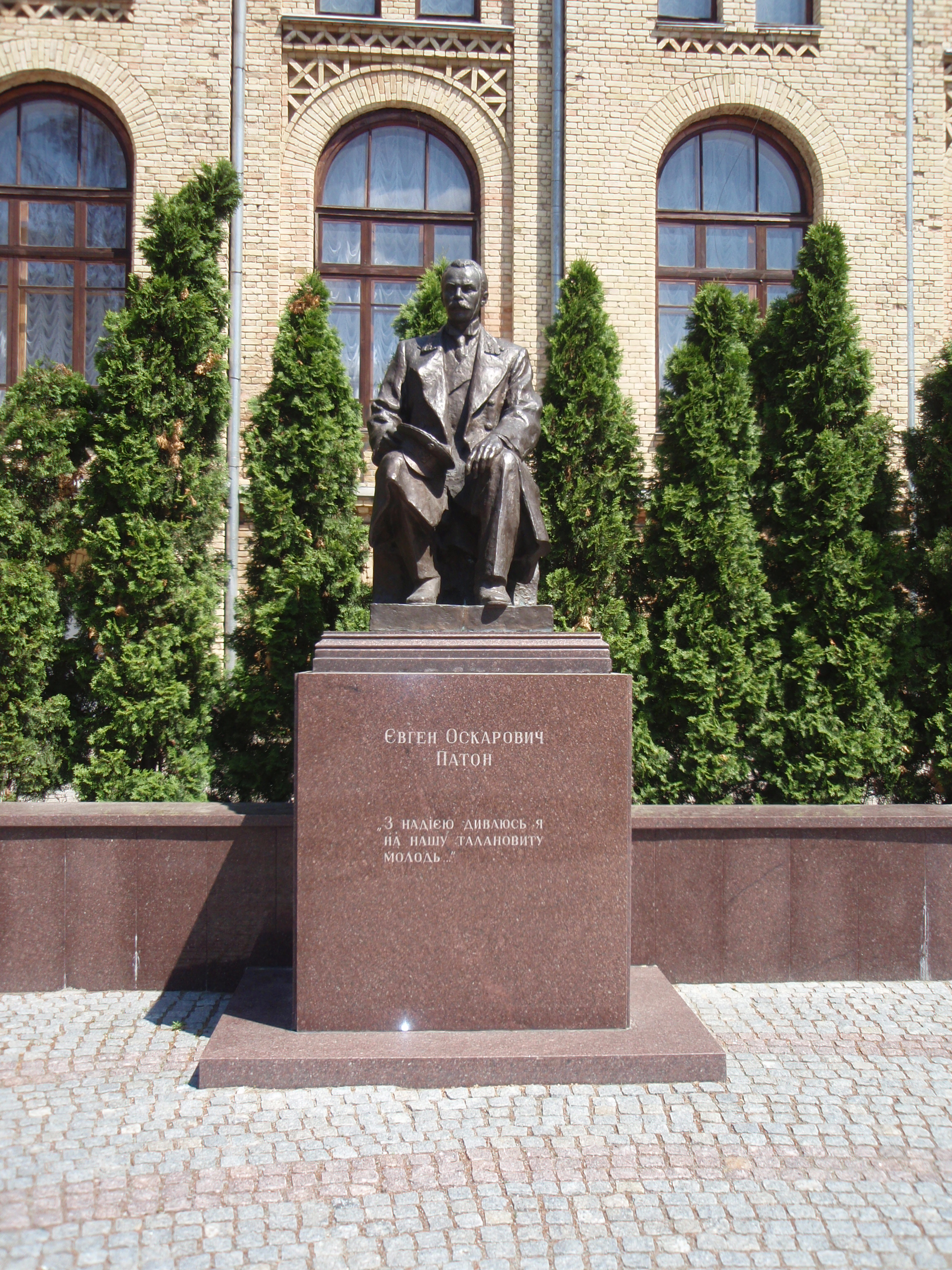
Pomnik Jewgienija Patona w Kijowie

Jewgienij Oskarowicz Paton (ukr. Євген Оскарович Патон; ur. 4 marca 1870 w Nicei, zm. 12 sierpnia 1953 w Kijowie) – radziecki uczony, specjalista od procesów spawalniczych oraz budowania mostów, Bohater Pracy Socjalistycznej (1943).

## Życiorys
Urodził się w rodzinie szlacheckiej jako syn rosyjskiego dyplomaty (pełniącego wówczas funkcję konsula w Nicei). Początkowo uczył się w domu, następnie w gimnazjum w Stuttgarcie, w 1888 ukończył gimnazjum we Wrocławiu, w 1892 został powołany do rocznej służby wojskowej w rosyjskiej armii (służył w brygadzie artylerii w Kijowie). W 1894 roku ukończył Politechnikę w Dreźnie, a w 1896 roku Instytut Inżynierii w Petersburgu (do Rosji przyjechał w styczniu 1895). Pracował w Dziale Technicznym Kolei Nikołajewskiej (Petersbursko-Moskiewskiej), jednocześnie zajmował się działalnością naukową, pracując w Instytucie Inżynierów Komuniacji Drogowej. W 1898 przeniósł się do Moskwy, gdzie został wykładowcą Moskiewskiej Inżynieryjnej Szkoły Komunikacji Drogowej, od 1901 do 1904 pracował w Wydziale Mostów tej uczelni (w 1901 uzyskał tytuł doktora nauk technicznych oraz profesora), następnie w maju 1904 przeniósł się do Kijowa, gdzie w 1905 został profesorem, a w 1912 dziekanem Wydziału Inżynieryjnego Kijowskiego Instytutu Politechnicznego. Jednocześnie od 1905 do 1929 kierował działem mostów tej uczelni; wykładał w niej do 1938. W 1913 udał się na leczenie na Krym, potem do Francji, skąd wrócił w 1915 mimo trudności spowodowanych wojną, i wznowił pracę w kijowskim instytucie. Na początku lat 20. pracował w Radzie Naukowo-Technicznej Ludowego Komisariatu Komunikacji Drogowej ZSRR, opracowując projekty mostów, m.in. most na Dnieprze w Kijowie Od 1896 do 1929 opracował 35 projektów mostów, m.in. mostu w Tyflisie i mostu na rzekach Soż, Roś i Dniepr. W 1929 założył laboratorium spawalnicze i Komitet Spawalnictwa Elektrycznego w Kijowie, którym kierował do 1934. W latach 30. publikował monografie na temat konstrukcji spawanych. W 1934 założył Instytut Spawania Elektrycznego Akademii Nauk Ukraińskiej SRR w Kijowie.
Po ataku Niemiec na ZSRR został ewakuowany do Niżnego Tagiłu, skąd wrócił do Kijowa w lipcu 1944, po czym kierował odtworzeniem Instytutu Spawania Elektrycznego. W czasie II wojny światowej miał znaczący wkład w obronę ZSRR: rozwinął oraz wprowadził technologię wraz z urządzeniami do spawania specjalnych stali, szczególnie dla wież czołgowych. Napisał ponad 200 prac naukowych. Od 1929 był członkiem rzeczywistym Akademii Nauk Ukraińskiej SRR, a od 1935 członkiem jej prezydium. Od 1944 należał do WKP(b). Był deputowanym do Rady Najwyższej ZSRR 2 i 3 kadencji (od 1946). Został pochowany na Cmentarzu Bajkowa w Kijowie. W 1953 roku imieniem Patona nazwano most na Dnieprze w Kijowie. Jego imieniem nazwano również ulice w Dniepropietrowsku, Lwowie, Chersoniu, Niżnym Tagile, Omsku i Makiejewce.
Jego syn Borys również był uczonym i specjalistą od procesów spawalniczych.

## Odznaczenia i nagrody
- Medal Sierp i Młot Bohatera Pracy Socjalistycznej (1 marca 1943)[2]
- Order Lenina (dwukrotnie, 20 stycznia 1943 i 1 marca 1943)
- Order Czerwonego Sztandaru Pracy (dwukrotnie, 22 czerwca 1940 i 23 stycznia 1948)
- Order Świętej Anny III klasy
- Order Świętego Włodzimierza IV klasy
- Order Wojny Ojczyźnianej I klasy (1 października 1944)
- Order Czerwonej Gwiazdy (5 czerwca 1942)
- Nagroda Stalinowska (1941)

I medale.